# Grön iora
Grön iora (Aegithina viridissima) är en fågel i den lilla asiatiska tättingfamiljen ioror.

## Utseende och läte
Grön iora är en 12-14 cm lång fågel. Hanen har svart tygel och en bjärt gul bruten ögonring. I ansiktet och på ovansidan är den mörkt olivgrön. Vingarna är svarta med två vita vingband på täckarna och olivgula kanter på vingpennorna. Undersidan är också mörkt olivgrön, med ljusare flanker och gul bukmitt. Stjärten är svart. Ögat är brunt, näbben gråblå och benen skifferblå.
Honan har gul tygel och en fullständig ögonring. Ovansidan och stjärten är olivgröna, vingarna som hos hanen men med olivgrön anstrykning och med gula istället för vita vingband. Undersidan är olivbrön med gul ton på bukens mitt. Ungfågeln liknar honan men är blekare.
Kontaktlätet beskrivs som ett gnälligt, fallande "ji-sheur" eller "ji-wier", och ett "ji-jirijiri-jeh" har noterats som parningsläte.

## Utbredning och systematik
Grön iora delas in i två underarter med följande utbredning:
- Aegithina viridissima viridissima – förekommer i södra Myanmar, thailändska halvön, Malaysia, Sumatra och Borneo
- Aegithina viridissima thapsina – förekommer på Anambasöarna (Sydkinesiska havet)

## Levnadssätt
Grön iora hittas i trädtopparna i låglänta skogar upp till 820 meters höjd, men även i högväxt ungskog, torvskogar och mangroveskogar. Den hittas ofta i par eller i smågrupper födosökande efter ryggradslösa djur, ofta i sällskap med andra arter. Häckning har noterats i april och maj. Det skålformade boet placeras cirka åtta till tolv meter upp i ett träd. Båda könen ruvar äggen.

## Status
Arten tros minska i antal relativt kraftigt till följd av habitatförlust. Internationella naturvårdsunionen IUCN kategoriserar den därför som nära hotad.